# 別所町和田
別所町和田（べっしょちょうわだ）は、兵庫県三木市の大字。旧・美嚢郡別所村大字和田。郵便番号は673-0455。

## 地理

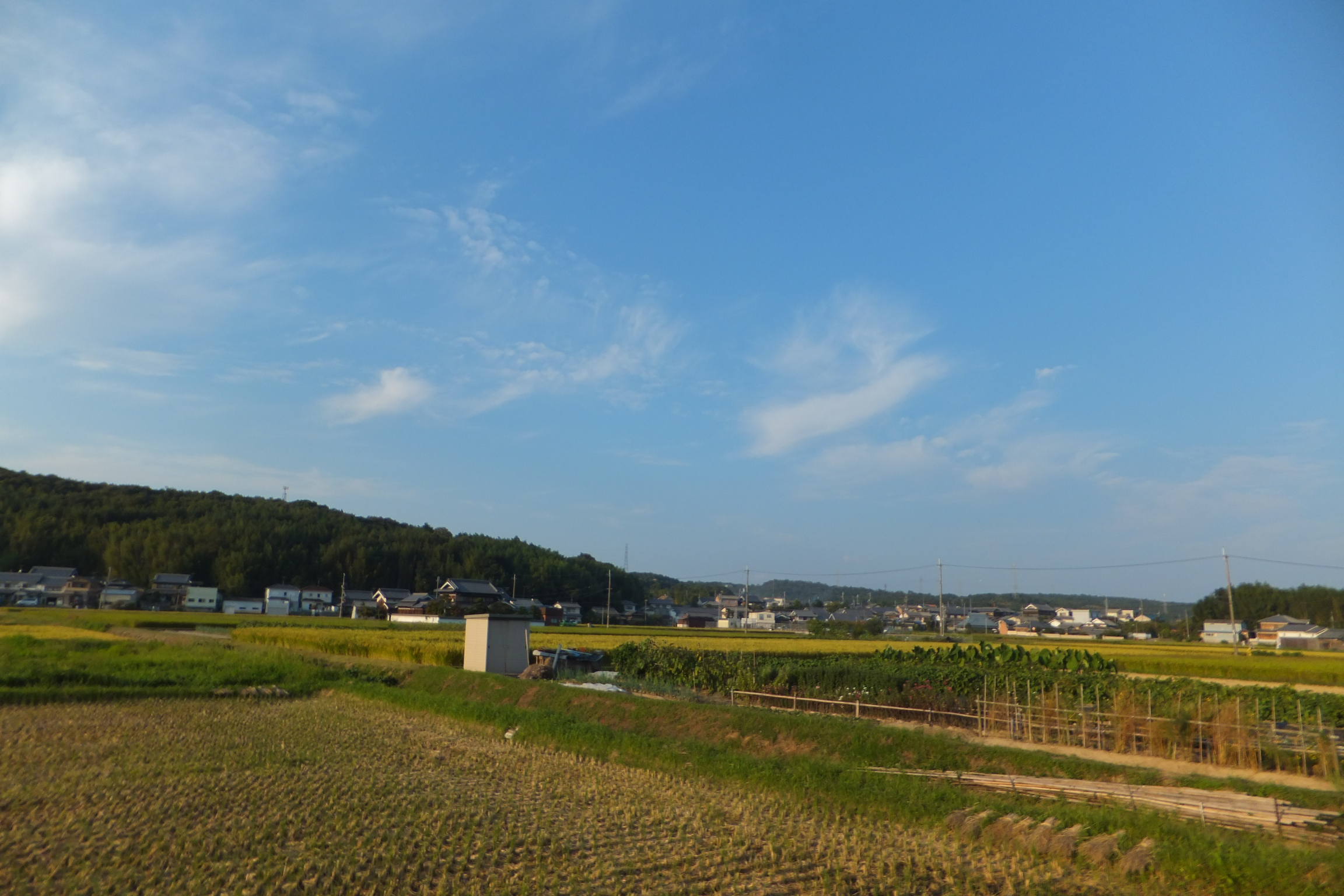
当地の街並み

別所地区の北西部に位置する。東側は鳥町・西側は別所町正法寺・南側は別所町石野、別所町花尻・北側は小野市樫山町と接する。

## 歴史

### 地名の由来
古墳時代には現在の志染町細目は上和田、この地は小和田と呼ばれており、縮見の屯倉の役所の支所が置かれたこの地は小さい倭田が小和田となったことから名付けられた。

### 沿革
- 1954年6月1日 - 三木市を新設の際に、三木市別所町和田になる。

### 字域の変遷
| 実施前               | 実施年       | 実施後           |
| -------------------- | ------------ | ---------------- |
| 美嚢郡別所村大字和田 | 1954年6月1日 | 三木市別所町和田 |

## 施設
- 小和田神社
- 大歳神社
- 和田公民館

## 小・中学校の学区
| 大字       | 番地 | 小学校             | 中学校             |
| ---------- | ---- | ------------------ | ------------------ |
| 別所町和田 | 全域 | 三木市立別所小学校 | 三木市立別所中学校 |

## 交通

### 鉄道
地内には鉄道は走っていない。

### バス
- みっきぃバス

### 道路
- 兵庫県道360号正法寺三木停車場線